# The Durutti Column
The Durutti Column je britská hudební skupina, která vyšla z punkového hnutí, ale postupně v její tvorbě převládly rozsáhlé instrumentální kompozice využívající vlivy jazzu, art rocku, keltského folklóru i elektronické hudby.
Skupinu sestavili v roce 1978 v Manchesteru producenti Tony Wilson a Alan Erasmus z členů místních amatérských kapel Fast Breeder, Alberto y Lost Trios Paranoias a Nosebleeds. Název dostala podle anarchistických jednotek za španělské občanské války, které vedl Buenaventura Durruti (v názvu se ovšem jeho jméno omylem píše s dvěma T místo s dvěma R). Také název jejich prvního alba The Return Of The Durutti Column je inspirován komiksem vydaným Situacionistickou internacionálou „Návrat Durrutiho kolony“. Deska je unikátní tím, že její obal byl zhotoven ze smirkového papíru.
První koncert skupiny se konal 19. května 1978 v manchesterském klubu Factory. Lídrem se stal zpěvák a kytarista Vini Reilly. Druhá deska LC vyšla v roce 1981 (název je zkratkou anarchistického hesla Lotta Continua - Boj pokračuje), nejúspěšnější album Another Setting figurovalo v roce 1983 na čtvrtém místě UK Independent Singles and Albums Charts. Členové Durutti Column spolupracovali také s dalšími manchesterskými hudebníky, jako Simply Red nebo Morrissey.
Skupina přerušila činnost po zavraždění Davea Rowbothama neznámým pachatelem v roce 1991, v roce 1995 se její členové znovu dali dohromady a vydali album Sex and Death. Skupina se také objevila ve filmu o manchesterské hudební scéně 24 Hour Party People, nahrála hudbu k dramatizaci románu Stepní vlk, kterou uvedl soubor Twelve Stars.

## Diskografie
- The Return Of The Durutti Column (Factory FACT 14, 1980)
- LC (Factory FACT 44, 1981)
- Another Setting (Factory FACT 74, 1983)
- Amigos Em Portugal (Fundação Atlântica, 1983)
- Without Mercy (Factory FACT 84, 1984)
- Circuses And Bread (Factory Benelux FBN 36, 1986)
- Valuable Passages (Factory FACT 164 / Relativity, 1986)
- The Guitar And Other Machines (Factory FACT 204, 1987)
- The Sporadic Recordings (Sporadic SPORE-1, 1989)
- Vini Reilly (Factory FACT 244, 1989)
- Obey The Time (Factory FACT 274, 1990)
- Dry (Materiali Sonori MASO CD 90024, 1991)
- Red Shoes (Materiali Sonori MASO CD 90037, 1992)
- Sex And Death (Factory Too/London FACD 2.01/828 552-2, 1995)
- Fidelity (Les Disques Du Crepuscule TWI 976-2, 1996)
- Time Was Gigantic ... When We Were Kids (Factory Too/London FACD 2.31/558 330-2, 1998)
- Rebellion (Artful ARTFULCD40, 2001)
- Return Of The Sporadic Recordings (Kooky kookydisc 018, 2002)
- Someone Else's Party (Artful ARTFUL49CD, 2003)
- Tempus Fugit (Kooky kookydisc 019, 2004)
- Heaven Sent (It Was Called Digital. It Was Heaven Sent) (F4, 2005)
- Keep Breathing (Artful ARTFULCD52, 2006)
- Idiot Savants (Artful ARTFULCD62, 2007)
- Sporadic Three (Kookydisc 025, 2007)
- Sunlight To Blue... Blue To Blackness (Kookydisc 027, 2008)
- Treatise On The Steppenwolf (LTMCD 2518, 2008)
- A Paean To Wilson (Kookydisc 29/1 & 29/2, 2010)
- Short Stories For Pauline (LTM Publishing/Factory Benelux LTMCD 2508/FBN 36, 2012)
- Chronicle XL (Kooky, 2014)